# Shimano Racing Team/Saison 2015
Dieser Artikel listet Erfolge und Fahrer des Radsportteams Shimano Racing Team in der Saison 2015 auf.

## Erfolge im Cyclocross 2014/15
| Datum        | Rennen                         | Kat. | Fahrer        |
| ------------ | ------------------------------ | ---- | ------------- |
| 14. Dezember | Japanische Meisterschaft (U23) | CN   | Kōta Yokoyama |

## Abgänge – Zugänge
| Zugänge         | Team 2014          | Abgänge         | Team 2015          |
| --------------- | ------------------ | --------------- | ------------------ |
| Takahiro Koyama |                    | Ryōma Nonaka    | Kinan Cycling Team |
| Yuya Akimaru    | Vini Fantini Nippo | Yūsuke Hatanaka | Team Ukyo          |
|                 |                    | Hayato Yoshida  | Matrix Powertag    |

## Mannschaft
| Name             | Geburtstag        | Nationalität |
| ---------------- | ----------------- | ------------ |
| Yuya Akimaru     | 1. Juni 1991      | Japan        |
| Shōtarō Iribe    | 1. August 1989    | Japan        |
| Masato Izutsu    | 21. Mai 1981      | Japan        |
| Keisuke Kimura   | 15. Dezember 1991 | Japan        |
| Takahiro Koyama  | 28. November 1996 | Japan        |
| Darren Low       | 14. Juli 1988     | Singapur     |
| Hiroki Nishimura | 20. Oktober 1994  | Japan        |
| Kōta Yokoyama    | 20. August 1995   | Japan        |